# 1094 Siberia
1094 Siberia là một tiểu hành tinh quay quanh Mặt Trời. Ban đầu nó có tên là 1926 CB. Nó được đặt tên theo vùng Siberia. Chữ số đứng trong tên gọi cho biết nó là tiểu hành tinh thứ 1094 được phát hiện ra.

## 1094 Siberia trong truyện viễn tưởng
1094 Siberia được nhắc đến ngắn gọn trong truyện khoa học viễn tưởng Rolling Thunder của John Varley, ở đó nó được miêu tả là "một nhà tù không thể chốn thoát" của Cộng hòa Sao Hỏa.